# Furuholmen
Furuholmen este o arie protejată (arie specială de conservare — SAC, sit de importanță comunitară — SCI) din Suedia întinsă pe o suprafață de 34,4 ha, integral pe uscat.

## Localizare
Centrul sitului Furuholmen este situat la coordonatele 65°30′17″N 22°17′20″E / 65.5047°N 22.289°E.

## Înființare
Situl Furuholmen a fost declarat sit de importanță comunitară în iunie 2001 pentru a proteja un număr necunoscut de specii din flora spontană și fauna sălbatică aflate în arealul zonei. Situl a fost protejat și ca arie specială de conservare în martie 2011.

## Biodiversitate
Situată în ecoregiunile boreală și marină baltică, aria protejată conține 3 habitate naturale: Bancuri de nisip acoperite în permanență slab de apă marină, Păduri naturale în etape succesive primare ale suprafețelor emergente de coastă, Terase mlăștinoase și terase nisipoase neacoperite de apă la reflux.
La baza desemnării sitului se află un număr nedeclarat de specii protejate.